# أميستاد

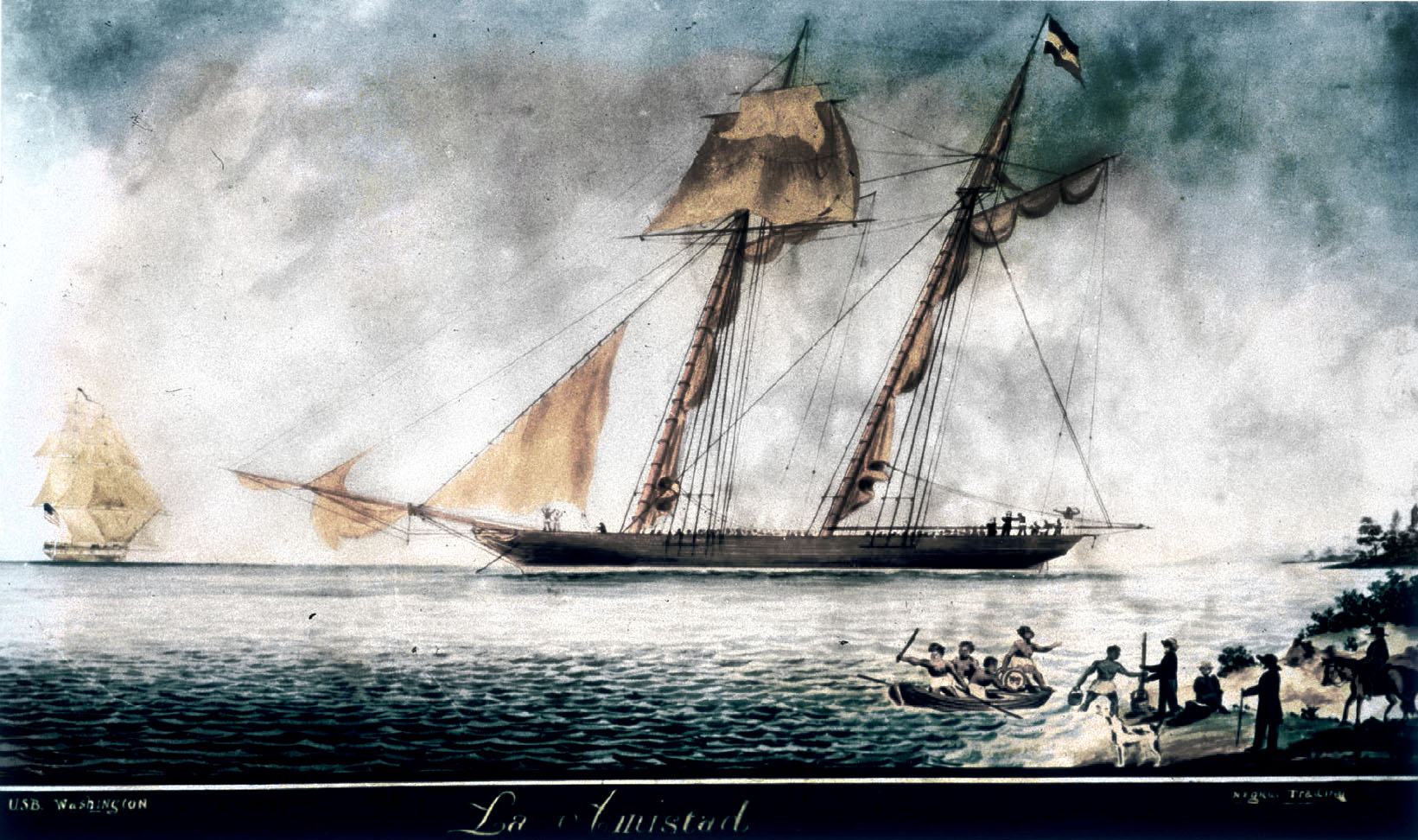
رسم يمثل لا أميستاد

لا أميستاد (بالإسبانية La Amistad) أي «صداقة». كان مركبا شراعيا ذو صاريين بني في الولايات المتحدة الأمريكية في القرن التاسع عشر. كان اسم السفينة الأصلي "Friendship" أي «صداقة» بالإنجليزية، إلا أنه تم تغيير الاسم بعد أن قام باقتنائها رجل إسباني. أصبحت رمزاً مهماً في تاريخ عملية إلغاء العبودية من العالم بعد أن قامت مجموعة من الأسرى الأفريقيون بالتمرد عام 1839، أودى القاء القبض عليهم إلى معركة قضائية حول وضعهم القانوني.
- أميستاد (فيلم)